# Mediator Dei
Mediator Dei è la dodicesima enciclica pubblicata da papa Pio XII il 20 novembre 1947. Tratta della liturgia. Si pone nel solco della riforma liturgica attuata dalla Chiesa cattolica nel corso del XX secolo e culminata con la costituzione apostolica del Concilio Vaticano II Sacrosanctum Concilium.

## Contenuto
- Introduzione
- Parte I
  - I caratteri della liturgia
  - Definizione della liturgia
  - Culto interno ed esterno
  - L'azione divina e la cooperazione umana
  - Culto e Gerarchia
  - Liturgia e dogma
  - Progresso e sviluppo della Liturgia
  - La sola autorità competente
  - Innovazioni temerarie
- Parte II
  - Il culto eucaristico
  - Il Sacrifizio Eucaristico
  - L'efficacia del Sacrifizio
  - La partecipazione dei fedeli
  - La partecipazione all'oblazione
  - La partecipazione dell'immolazione
  - Mezzi per promuovere questa partecipazione
  - La Comunione
  - Il ringraziamento
  - L'adorazione dell'Eucaristia
  - La divina Lode
  - Le Ore canoniche
  - I misteri del Signore
  - Direttive pastorali
  - Le arti liturgiche
  - La formazione liturgica
- Conclusione